# Tide
Cet article concerne la marque de lessive américaine. Pour le quotidien nigérian, voir The Tide.
Tide est une marque de lessive américaine appartenant à Procter & Gamble.

## Histoire
Le détergent à lessive original Tide est un synthétique spécialement conçu pour le nettoyage intensif en machine (une avance sur les capacités de nettoyage plus douces). Tide est introduit pour la première fois sur les marchés d'essais américains en 1946 en tant que premier détergent à usage intensif au monde, avec une distribution nationale réalisée en 1949. Tide affirme qu'il s'agissait du « Jour du lavage préférée des Américains ». L'autorité a rapidement été acquise sur le marché américain des détergents, éclipsant les ventes d'Ivory Snow ; et d'accélérer la disparition de deux de ses principaux produits concurrents, Rinso et Gold Dust Washing Powder, les deux marques de Lever Brothers. Ces autres marques se présentaient sous les formes plus connues de poudre de savon et de flocons de savon. Tide, cependant a pris la forme d'une perle en poudre blanche. La gamme a été élargie pour inclure une forme liquide transparente teintée d'orange en 1984. Aujourd'hui, la plupart des formulations de Tide liquide, à la fois concentrées et régulières, sont bleu foncé, à l'exception de "Tide Free", qui est clair. Chaque année, les chercheurs de Tide dupliquent la teneur en minéraux de l'eau de toutes les régions des États-Unis et lavent 50 000 brassées de linge pour tester la cohérence et les performances du détergent Tide. En 2006, le développement de Tide a été désigné monument chimique historique national de l'ACS en reconnaissance de son importance en tant que premier détergent synthétique à usage intensif. En janvier 2013, Tide détient plus de 30% du marché des détergents liquides, avec plus de deux fois plus de ventes que la deuxième marque la plus populaire, Gain, bien qu'elle coûte environ 50% de plus que le détergent liquide moyen.
Dans certaines régions, Tide est devenu un produit si chaud que les criminels le volent dans les magasins pour le revendre. La police appelle le détergent « l'or liquide » sur le marché noir et il est connu pour être échangé ou vendu contre des drogues illégales.[citation nécessaire]

## Tide Pod Challenge

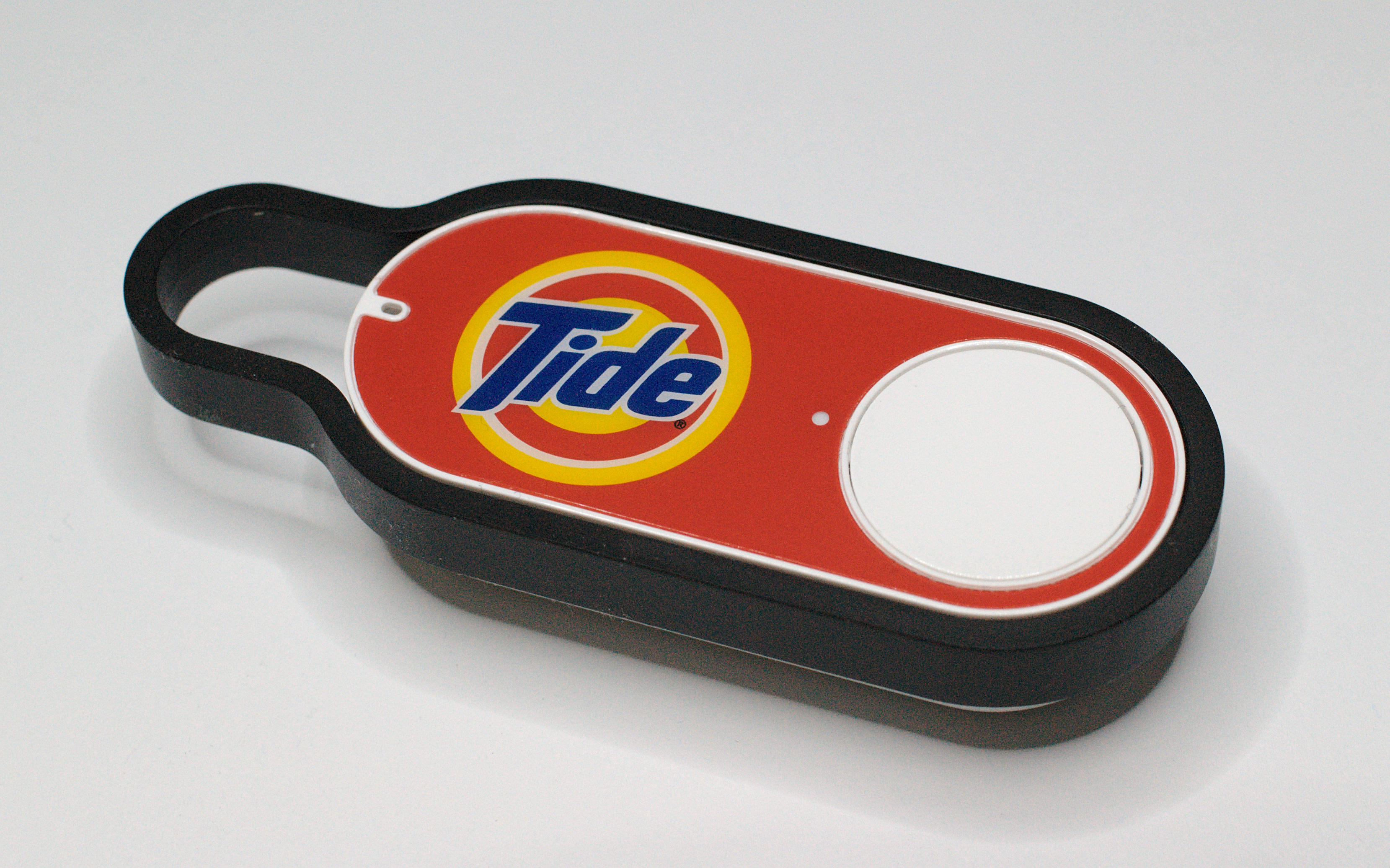
Un bouton Amazon Dash permettant de commander du détergent à lessive Tide.

Fin 2017, apparait en Amérique sur les réseaux sociaux un défi appelé Tide Pod Challenge (en). Par la forme attractive des capsules ressemblant à des bonbons, des jeunes adolescents avalent les dosettes en se filmant et en partageant la vidéo. Face au phénomène, YouTube et Facebook suppriment les vidéos de leur plateforme concernant ce défi. De son côté la marque Tide utilise le footballer américain Rob Gronkowski et les réseaux sociaux pour diffuser un message de prévention. En France, les Tide Pods sont commercialisés sous la marque Ariel.[réf. nécessaire]